# 41É busz (Budapest)
A budapesti 41É jelzésű éjszakai autóbusz a Kosztolányi Dezső tér és az Őrmezői lakótelep, Menyecske utca között közlekedett. A viszonylatot a Budapesti Közlekedési Rt. üzemeltette.

## Története
A járat szilveszterkor közlekedett, először 1979-ben, a nappali 41-es járattal megegyező jelzéssel, majd 1997. december 31-én a 41É jelzést kapta. A 41-es busz útvonalán járt és az érintett megállókban állt meg. 2005. január 1-jén megszűnt. 2005. szeptember 1-jétől útvonalának nagy részén a 941-es busz közlekedik egész évben.

## Útvonala
| Őrmezői lakótelep, Menyecske utca felé | Kosztolányi Dezső tér felé |
| --- | --- |
| Kosztolányi Dezső tér vá. – Bocskai út – Nagyszőlős utca – Ajnácskő utca – Budaörsi út – aluljáró – Neszmélyi út – Menyecske utca – Őrmezői lakótelep, Menyecske utca vá. | Őrmezői lakótelep, Menyecske utca vá. – Menyecske utca – Balatoni út – Budaörsi út – Ajnácskő utca – Hamzsabégi út – Bartók Béla út – Ulászló utca – Kosztolányi Dezső tér vá. |

## Megállóhelyei
| 0 | Kosztolányi Dezső tér végállomás             | 8 | 49É       |
| 1 | Vincellér utca                               | ∫ |           |
| 2 | Hollókő utca                                 | ∫ |           |
| 3 | Ajnácskő utca                                | ∫ |           |
| ∫ | Bartók Béla út                               | 7 | 49É       |
| ∫ | Kelenföldi autóbuszgarázs                    | 6 |           |
| ∫ | Hungária Biztosító                           | 5 |           |
| 4 | Dayka Gábor utca                             | 4 | 40É, 153É |
| 5 | Sasadi út                                    | 3 | 40É, 153É |
| ∫ | Kérő utca                                    | 1 |           |
| 7 | Neszmélyi út                                 | ∫ |           |
| 8 | Őrmezői lakótelep, Menyecske utca végállomás | 0 |           |